# Вита (оружие)
Вита — индийское метательное оружие, бечевочное копье. Конец веревки привязывался к руке воина, что давало ему возможность вернуть копье после броска.
Изначально металось всадниками с коней.
Происхождение оружия неизвестно. Задокументировано использование в XVII веке в армии Маратхов.
Длина копья составляет примерно 152 см (5 футов). Копье кидается двумя руками, и сразу же вытягивается назад.